# Kaminone-jima
Kaminone-jima (jap. 上ノ根島) – bezludna wyspa wulkaniczna w północnej części archipelagu Tokara (Tokara-rettō), stanowiącego część archipelagu Nansei (Nansei-shotō). Grupa należy administracyjnie do prefektury Kagoshima, w Japonii.

## Demografia
Wyspa Kaminone-jima jest niezamieszkała.